# Il paradiso (brano musicale)
Il paradiso è un brano scritto dalla coppia Mogol-Battisti pubblicato nel 1968 da Ambra Borelli con lo pseudonimo La ragazza 77 per la Ricordi. Fu portato al successo in Italia da Patty Pravo con la sua versione del 1969 nel 45 giri Il paradiso/Scende la notte, sale la luna.

## Storia
Prima di essere proposto a Patty Pravo, il brano era già stato inciso da Ambra Borelli. La canzone fu notata da Jack Fishman che la tradusse in inglese con il titolo (If Paradise Is) Half as Nice e la propose al gruppo beat britannico dei Tremeloes, che però non lo accettarono. Fu invece accettato dal gruppo gallese degli Amen Corner che lo incise lo stesso anno e fu il disco d'esordio per la loro nuova etichetta discografica, la Immediate Records. Il brano, pubblicato nel 1968, fu il maggior successo della loro produzione e raggiunse la prima posizione nella UK Singles Chart, rimanendovi per due settimane nel febbraio 1969.
A seguito del successo inglese del brano, Patty Pravo realizzò la propria versione, presentata al Festivalbar 1969, che riscosse presto un grande successo, raggiungendo l'ottava posizione della hit parade italiana.
Il brano è noto anche con i titoli Il Paradiso (della vita) e Il paradiso della vita (come indicato nello spartito delle Edizioni Musicali FAMA s.r.l.).

## Interpretazione inedita di Battisti
Alla fine degli anni '90, è stata scoperta una registrazione video in cui Lucio Battisti esegue il brano con la sola chitarra. Questa registrazione fu mandata in onda in un programma RAI notturno.

## Altre interpretazioni
Nel 1992 Il paradiso viene rieseguita e riarrangiata dai Ricchi e Poveri che la inseriscono nel loro album di cover Allegro italiano.
Nel 2007 Il paradiso viene proposta dal duo Lombroso sia nel loro secondo album, sia come singolo estratto. L'arrangiamento del brano è in chiave rock, e per l'occasione il duo si avvale della collaborazione di Morgan.
Nel 2008 Il paradiso è stata reinterpretata con un nuovo testo dalla cantante Giusy Ferreri ed utilizzata come sigla della trasmissione radiofonica Deejay chiama Italia su Radio Deejay. Nel 2009 viene eseguita da Noemi durante la settima puntata della seconda edizione di X Factor; successivamente diventa un brano presente nella scaletta della cantante romana durante i suoi live.